# Copa dos Campeões 2001
In 2001 werd de tweede editie van de Copa dos Campeões gespeeld. De competitie werd gespeeld van 5 juni tot 11 juli. 
Er namen negen teams deel. In de kwalificatie namen de winnaars van de Copa Centro-Oeste, Copa Norte en de verliezend finalist van de Copa do Nordeste het tegen elkaar op. Flamengo werd kampioen.

## Deelnemers
| Club            | Geklassifiseerd als            |
| --------------- | ------------------------------ |
| Bahia           | Kampioen Copa Nordeste         |
| Corinthians     | Kampioen Campeonato Paulista   |
| Coritiba        | Vice-Kampioen Copa Sul-Minas   |
| Cruzeiro        | Kampioen Copa Sul-Minas        |
| Flamengo        | Kampioen Campeonato Carioca    |
| Goiás           | Kampioen Copa Centro-Oeste     |
| São Paulo FC    | Kampioen Torneio Rio-São Paulo |
| São Raimundo    | Kampioen Copa Norte            |
| Sport do Recife | Vicekampioen Copa Nordeste     |

## Kwalificatie
| Plaats | Club            | Wed. | W | G | V | Saldo | Ptn. |
| ------ | --------------- | ---- | - | - | - | ----- | ---- |
| 1.     | São Raimundo    | 2    | 1 | 1 | 0 | 2:1   | 4    |
| 2.     | Sport do Recife | 2    | 0 | 2 | 0 | 3:3   | 2    |
| 3.     | Goiás           | 2    | 0 | 1 | 1 | 4:5   | 1    |

## Kwartfinale
| Team #1      | Tot.  | Team #2         | 1ste wed | 2de wed |
| ------------ | ----- | --------------- | -------- | ------- |
| Flamengo     | 6 - 2 | Bahia           | 4 - 2    | 2 - 0   |
| Corinthians  | 0 - 3 | Coritiba        | 0 - 1    | 0 - 2   |
| Cruzeiro     | 6 - 1 | São Raimundo    | 1 - 0    | 5 - 1   |
| São Paulo FC | 9 - 2 | Sport do Recife | 4 - 2    | 5 - 0   |

## Halve finale
| Team #1  | Tot.  | Team #2      | 1ste wed | 2de wed |
| -------- | ----- | ------------ | -------- | ------- |
| Coritiba | 1 - 6 | São Paulo FC | 0 - 2    | 1 - 4   |
| Flamengo | 3 - 0 | Cruzeiro     | 0 - 0    | 3 - 0   |

## Finale
|             |                                            |       |                                                                   |                       |
| 7 juli Heen | São Paulo FC                               | 3 – 5 | Flamengo                                                          | Almeidão, João Pessoa |
| 7 juli Heen | Luís Fabiano 16', 71' Rogério Pinheiro 59' |       | 14', 57' Edílson 25' Reinaldo 36' Beto 79' (own) Rogério Pinheiro | Almeidão, João Pessoa |

| São Paulo | Flamengo |

|               |                       |       |                          |                                               |
| 11 juli Terug | Flamengo              | 2 – 3 | São Paulo FC             | Estádio Rei Pelé, Maceió Toeschouwers: 26.708 |
| 11 juli Terug | Juan 47' Petković 58' |       | 39' Kaká 65', 88' França | Estádio Rei Pelé, Maceió Toeschouwers: 26.708 |

| Flamengo | São Paulo |